# Mirabeau Buonaparte Lamar
Mirabeau Buonaparte Lamar (ur. 16 sierpnia 1798 w Louisville, zm. 19 grudnia 1859 w Richmond) – amerykański polityk.

## Życiorys
Urodził się 16 sierpnia 1798 roku w Louisville, jako syn Johna i Rebekki Lamar. Dzieciństwo spędził na farmie ojca niedaleko Milledgeville. Po nieudanej karierze kupieckiej w Alabamie, Lamar został sekretarzem gubernatora Georgii. W 1826 roku poślubił Tabithę Jordan, a wkrótce potem zrezygnował z pracy, by opiekować się żoną, która chorowała na gruźlicę. Dwa lata później przeniósł się z żoną i córką Rebeccą do Columbus, gdzie pracował jako dziennikarz, a także został członkiem legislatury stanowej Georgii. Po śmierci jego żony w 1830 roku nie ubiegał się o reelekcję. Bezskutecznie ubiegał się o miejsce w Kongresie, a następnie przeprowadził się do Teksasu, gdzie zaangażował się w walkę o niepodległość regionu. Wziął udział w bitwie pod San Jacinto, a wkrótce potem został sekretarzem wojny w tymczasowym rządzie Republiki Teksasu. Jeszcze w tym samym roku został wiceprezydentem przy Samie Houstonie. Dwa lata później sam został prezydentem, na trzyletnią kadencję. Był przeciwnikiem zaanektowania regionu przez USA, dlatego starał się wzmocnić niezależność państwa, nawiązując kontakty dyplomatyczne z Wielką Brytanią, Francją i Holandią, a także tworząc bank narodowy i system szkolnictwa. Stolicą stanu ustanowił Austin i starał się wyjednać poparcie wśród części Nowego Meksyku. Prowadził walki przeciwko Indianom, doprowadziły niemalże do bankructwa stanu. Od 1844 roku był zwolennikiem przyłączenia do Stanów Zjednoczonych, gdyż zapewniało to utrzymanie niewolnictwa. Wziął udział w wojnie amerykańsko-meksykańskiej, gdzie walczył wraz z Zacharym Taylorem w bitwie pod Monterrey. Po wojnie przeszedł na emeryturę i osiadł na swojej farmie w Richmond. W latach 1857–1859 pełnił rolę posła pełnomocnego w Nikaragui i Kostaryce. Zmarł 19 grudnia 1859 roku w Richmond na atak serca.